# Vilagarcía de Arousa
Vilagarcía de Arousa är en kommun i Spanien.  Den ligger i provinsen Pontevedra i den autonoma regionen Galicien i nordvästra delen av landet, 500 km väster om huvudstaden Madrid. Antalet invånare är 37 761 (2024). Arean är 44,24 kvadratkilometer.